# Castillo Šlokenbeka
El castillo Šlokenbeka (en letón: Šlokenbekas pils) es una edificación fortificada situada en la histórica región de Semigalia, en Letonia. Es el único ejemplo existente de un centro señorial fortificado de Letonia. Todo comenzó como un castillo de la Orden Livona antes de 1544.

## Historia
Šlokenbeka fue construido en el siglo XV como un castillo fortificado en el pueblo Milzkalne. Fue construido en un patio trapezoidal, que estaba encerrado con muros de piedra y ojos de buey. En 1772 los techos del ático se añadieron al edificio. En las torres del siglo XVII, acompañados con portales y veletas se levantaron, pero Šlokenbeka perdió su función defensiva, siendo posteriormente adaptado para usos domésticos.
Al final del siglo XVIII se construyeron nuevos y viejos edificios. Nuevas torres de la puerta se añadieron a los muros norte y sur. Entre 1841 y 1845, una nueva casa señorial de estilo clasicista fue construida en la pared norte.